# Mouvement contre l'immigration illégale

Drapeau du Mouvement contre l'immigration illégale.

Le Mouvement contre l'immigration illégale (en russe : Движение против нелегальной иммиграции, en anglais : Movement Against Illegal Immigration) est un parti politique russe nationaliste et anti-immigrationiste, fondé en 2002 et déclaré illégal depuis 2011. Il fut successivement dirigé par Vladimir Basmanov (2002-2008), Alexander Potkin (2008-2010) et Vladimir Yermolaïev (2010-2011).